# Carl Jacobi

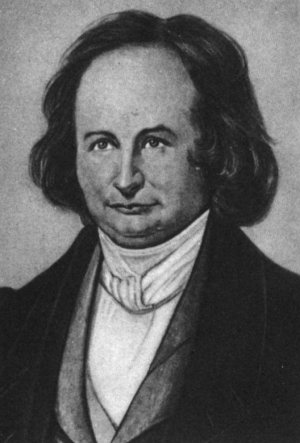
Carl Jacobi

Carl Gustav Jacob Jacobi (Potsdam, 10 december 1804 – Berlijn, 18 februari 1851) was een Duitse wiskundige.

## Biografie
Jacobi werd als zoon van joodse ouders geboren. Zijn vader Simon Jacobi was bankier. Zijn oudste broer is de natuurkundige Hermann Jacobi. Zijn jongste broer volgde zijn vader op en werd bankier. Verder had hij nog een zuster.
Als kind kreeg hij thuis les van een oom van moederszijde. Tussen 1816 en 1821 bezocht hij het Victoria-gymnasium in Potsdam. Klaarblijkelijk was zijn oom een uitzonderlijk goede leraar en Jacobi een uitzonderlijk goede leerling, want nog tijdens zijn eerste jaar op het gymnasium werd hij in de eindexamenklas geplaatst. Aangezien hij pas op zijn zestiende naar de universiteit kon, bleef hij vier jaar in de eindexamenklas zitten. Hij had veel aanleg voor klassieke talen en geschiedenis, maar het meest voor wiskunde. Hij bestudeerde de Introductio in analysin infinitorum van Euler en probeerde de vijfdegraadsvergelijking in radicalen op te lossen.
Hij begon in 1821 zijn studie aan de Humboldtuniversiteit te Berlijn. Aangezien het niveau in de wiskunde vlak na de Napeolontische oorlogen in Berlijn nog niet zo hoog was, deed hij ook op de universiteit aan zelfstudie. Hij bestudeerde bijvoorbeeld de werken van Legendre. Hij haalde in 1824 zijn onderwijsbevoegdheid voor Grieks, Latijn en wiskunde op de middelbare school. In 1825 en 1826 promoveerde en habilitierte hij bij Enno Dirksen. Zijn proefschrift had als onderwerp de analytische discussie over de theorie van de breuken.
Als jood mocht Jacobi eigenlijk niet lesgeven, maar vanwege zijn briljante gaven maakte men een uitzondering. In 1825 kreeg hij een leraarschap aan het Joachimsthaler Gymnasium aangeboden, een van de beste middelbare scholen van Berlijn. Om toch in aanmerking te komen voor een universitaire positie verliet hij het joodse geloof en werd hij evangelisch. Vervolgens werd hij in 1826 benoemd aan de Albertina-universiteit te Königsbergen. Zijn collega's daar waren onder andere Franz Neumann, die hij al uit Berlijn kende, en Friedrich Bessel, die professor in de astronomie was. In 1827 werd hij benoemd tot lector. Op 11 september 1831 trad hij in het huwelijk met Marie Schwinck. Een paar maanden later, in mei 1832, werd hij ten slotte tot hoogleraar benoemd.
In samenwerking met Neumann en Bessel hervormde hij het universitaire onderwijs in Königsberg. Er werd nu veel meer nadruk gelegd op wiskundig onderzoek. Mede omdat hij als een van de meest inspirerende docenten van zijn tijd werd beschouwd, verzamelde hij al snel een flink aantal begaafde studenten om zich heen. In alfabetische volgorde: Karl Wilhelm Borchardt, Paul Gordan, Eduard Heine, Otto Hesse, Friedrich Julius Richelot en Johann Georg Rosenhain. Men kan stellen dat de opleving van de wiskunde aan de Duitse universiteiten in het verdere verloop van de 19de eeuw in Koningsbergen is begonnen.
In 1843 werd Jacobi ziek, hij bleek suikerziekte te hebben. Op advies van zijn arts bracht hij een tijd in Italië door om daar door het betere klimaat te herstellen. Dit gebeurde inderdaad. Toen hij weer naar Pruisen terugkwam, kreeg Jacobi van de koning toestemming om naar de Universiteit van Berlijn te worden overgeplaatst, aangezien het klimaat in Konigsbergen te extreem werd geacht. Vanwege zijn medische conditie gaf hij minder college dan eerder in Konigsbergen. Om de hogere kosten van zijn levensonderhoud en zijn medische kosten te kunnen betalen, kreeg hij een salarisverhoging. Dit extra geld had hij overigens hard nodig, omdat Jacobi zijn vermogen was kwijtgeraakt in een economische recessie.
Sinds 1844 was Jacobi gewoon lid van de Pruisische Academie van Wetenschappen in Berlijn. In de revolutie van 1848 handelde hij nogal ongelukkig. In een politieke toespraak die hij in de 'Constitutionele Club' van Berlijn hield, slaagde hij erin om zowel de monarchisten als de republikeinen tegen zich in het harnas te jagen. Als gevolg hiervan kreeg hij van de Pruisische regering geen toestemming om toe te treden tot de staf van de Universiteit van Berlijn en werd de toelage op zijn salaris in 1849 ingetrokken. Hierdoor moest hij naar Gotha verhuizen. Na een paar maanden in Gotha accepteerde hij een aanbod van de Universiteit van Wenen. Naar aanleiding van dit aanbod gaf de Pruisische regering alsnog toestemming aan Jacobi om toch aan de Universiteit van Berlijn te doceren. Zijn familie moest echter in Gotha blijven.

### Overlijden
Jacobi bracht de zomer van 1850 met zijn familie in Gotha door. In januari 1851 kreeg hij griep, vlak daarna, nog voordat hij weer op krachten was gekomen, kreeg hij pokken. Hij stierf een paar dagen later op 46-jarige leeftijd.

## Werk
In 1829 schreef Jacobi zijn klassieke verhandeling over elliptische functies, een werk dat voor de wiskundige natuurkunde van groot belang was. De bewegingsvergelijkingen in rotatievorm zijn in slechts drie gevallen te integreren: de slinger, de symmetrische tol in een zwaartekrachtsveld en in een vrijbewegend tollend lichaam. De oplossingen worden in alle gevallen met elliptische functies gegeven.
Jacobi was ook de eerste wiskundige die elliptische functies toepaste in de getaltheorie, zoals voor zijn bewijs van de stelling van Fermat over de som van twee kwadraten en de vier-kwadratenstelling van Lagrange. Behalve voor vier kwadraten bewees hij deze stelling ook voor zes en acht kwadraten. De thèta-functie, die vaak in de studie van hypergeometrische reeksen wordt toegepast, is naar hem vernoemd: de jacobi-thèta-functie.
Jacobi bewees onder andere de functionele vergelijking van de thèta-functie, de jacobi-tripelproductformule en vele andere resultaten in q-series. Hij gaf nieuwe bewijzen voor kwadratische reciprociteit, leverde bijdragen aan de hogere reciprociteitswetten, onderzocht kettingbreuken en formuleerde als eerste de jacobi-sommen.
In 1841 herintroduceerde hij de ∂-notatie van Legendre voor de partiële afgeleide, die nu nog steeds de standaard is.
Zijn onderzoek naar de elliptische functies, waarvoor hij een nieuw fundament voor de theorie legde, en in het bijzonder de ontwikkeling van de thèta-functie, zoals uiteengezet in zijn grote werk Fundamenta nova theoriae functionum ellipticarum uit 1829, en in latere artikelen in Crelle's Journal, vormen zijn grootste analytische ontdekkingen. Op de tweede plaats komt zijn onderzoek op het gebied van de differentiaalvergelijkingen, die in zijn werk Vorlesungen über Dynamik worden behandeld, in 1866 door Alfred Clebsch geredigeerd.
Het was vooral in de analytische ontwikkeling dat Jacobi's bijzondere kracht lag. Hij leverde belangrijke analytische bijdragen aan ander deelgebieden van de wiskunde, zoals een blik op de lange lijst van zijn publicaties sinds 1826 in Crelle's Journal en in andere tijdschriften voldoende aantonen. Hij was een van de vroege grondleggers van de determinantentheorie. In het bijzonder ontwikkelde hij de determinant van de jacobi-matrix, de jacobiaan, die in de integraalrekening bij een overgang van coördinatenstelsel wordt gebruikt.
In een artikel uit 1835 bewees Jacobi het volgende:
Als een functie in één variabele periodiek is, kan de ratio van de periodes geen reëel getal zijn, en kan zo'n periodieke functie niet meer dan twee perioden hebben.
Jacobi reduceerde de vijfdegraadsvergelijking tot de vorm x5 - 10 q2x = p.
Ook zijn onderzoekingen in de getaltheorie, waarin hij vooral het werk van Gauss aanvult, zijn waardevol.
De planetaire theorie en andere bijzondere dynamische problemen trokken van tijd tot tijd zijn aandacht. Hij droeg aan de hemelmechanica bij en voerde daarvoor in 1836 de jacobi-integraal in.
Hij liet een groot aantal manuscripten na, waarvan verschillende delen in Crelle's Journal zijn verschenen. Tot zijn andere werken behoren Comnienlatio de transformatione integralis duplicis indefiniti in formam simpliciorem (1832), Canon arithmeticus (1839) en Opuscula mathematica (1846-1857). Zijn Gesammelte Werke (1881-1891) werden door de Pruisische Academie van Wetenschappen uitgegeven. Misschien wel het bekendst is de Hamilton-Jacobi-theorie in de klassieke mechanica.
Bij het bestuderen van vectoren komt men vaak in aanraking met de jacobi-identiteit, terwijl in de leer van de differentiaalvergelijkingen dikwijls de jacobiaan of jacobi-determinant opduikt en op het gebied van de getaltheorie en de cryptografie vaak het jacobi-symbool.
De oplossing van het jacobi-inversieprobleem voor de hyperelliptische Abel map door Karl Weierstrass in 1854 vereiste, zoals de naam al doet vermoeden, de introductie van de hyperelliptische thèta-functie en later ook de algemene riemann-thèta-functie voor algebraïsche krommen van een willekeurig genus. Aan de complexe torus die is geassocieerd met een genus algebraïsche kromme, verkregen door Cg te delen door de tralie van perioden, wordt gerefereerd als de jacobiaan of de jacobiaanse variëteit.
Naar hem is verder het jacobi-polynoom genoemd. Hij ontwikkelde het jacobi-eigenwaardealgoritme om eigenvectoren van matrices te berekenen.

## Citaten
- "Wiskunde is de wetenschap van wat op zichzelf al duidelijk is."
- "Inverteren, altijd inverteren." ("Man muss immer umkehren.") Jacobi geloofde dat men vele moeilijke problemen het best kan oplossen wanneer zij van achter naar voren worden aangepakt.

## Naar Jacobi vernoemd
- Jacobiaan: de determinant van de jacobi-matrix
- Jacobi-identiteit
- Jacobi-symbool
- Jacobi-polynoom
- Methode van Jacobi
- Jacobi-eigenwaardealgoritme

## Voetnoten
1. ↑  Om "tweede orde kinetische energievergelijkingen te integreren".

- Bibsys: 90115652
- Bibliothèque nationale de France: cb122025359 (data)
- Catàleg d'autoritats de noms i títols de Catalunya: 981058514473506706
- CiNii: DA02510325
- Gemeinsame Normdatei: 118775766
- International Standard Name Identifier: 0000 0001 0881 7259
- Library of Congress Control Number: n84804757
- Mathematics Genealogy Project: 15635
- Bibliotheek van het Japanse parlement: 001107335
- Nationale Bibliotheek van Tsjechië: jx20041019005
- Nationale bibliotheek van Australië: 35429574
- Nationale Bibliotheek van Israël: 987007272029105171
- Nationale Bibliotheek van Polen: a0000003488548
- Nationale en Universitaire bibliotheek Zagreb: 000689021
- Nederlandse Thesaurus van Auteursnamen: 073133566
- Réseau des bibliothèques de Suisse occidentale: 02-A000093007
- Istituto Centrale per il Catalogo Unico: IEIV029255
- LIBRIS: 237482
- SNAC: w6ff6xq6
- Système universitaire de documentation: 030651506
- Trove: 949772
- Virtual International Authority File: 27114024
- WorldCat: E39PBJwCVxRDy7BFrmcTj33JDq